# Bahía Merrymeeting
La bahía de Merrymeeting (en inglés: Merrymeeting Bay, una contracción de Merry Meeting, «encuentro feliz») es una amplia bahía mareal de interior, de agua dulce, localizada en la costa atlántica de los Estados Unidos. Administrativamente, sus riberas pertenecen a los condados de Sagadahoc, Lincoln y Cumberland, en el estado de Maine. La inusual situación geográfica de la bahía desafía la forma de relieve común que describe el término bahía, ya que no es estrictamente lo que se entiende con ese término. Es algo así como un estuario excepto por ser de agua dulce con muy poca sal. Geológicamente se describiría como un delta interior y biológicamente como fluvial mareal.
Seis ríos desembocan en la bahía: el Kennebec (270 km), el Androscoggin (284 km), el Cathance (26,4 km), Eastern (22,5 km), Abagadasset (26 km) y Muddy (7,6 km). La bahía drena casi el 40% del territorio del estado de Maine, así como parte del de Nuevo Hampshire. La cuenca tiene un poco menos de 50.000 km².
Merrymeeting Bay está conectada con el golfo de Maine y el océano Atlántico por el Bajo Kennebec (Lower Kennebec River), un largo canal mareal de agua salada. El Bajo Kennebec y la bahía de Merrymeeting se conocen colectivamente como estuario del Kennebec. La conexión entre la bahía de Merrymeeting y el Bajo Kennebec es a través de una ranura en el lecho de roca de 260 m llamada The Chops [Las chuletas]. Las aguas de la bahía fluyen a través de The Chops en marea baja. Mientras la marea alta lleva agua de mar aguas arriba en el Kennebec, en condiciones normales muy poco de esas aguas pasan por The Chops a la bahía. El volumen de agua dulce vertido por los seis ríos que desaguan en la bahía superan por lo general  el volumen de la marea y, en combinación con la restricción de The Chops, da como resultado un cuerpo mareal con muy poca sal.
La bahía de Merrymeeting está a unos 27 km del mar y tiene muchos deltas fluviales. El promedio de las mareas es de alrededor de 1,5 m.
Las principales ciudades y pueblos cercanos son Bath, Brunswick, Topsham, Bowdoinham, Bowdoin, Richmond, Dresden, Pittston y Woolwich.

## Etimología
El origen del nombre es incierto. Algunos sugieren que se trata de los movimientos estacionales de los indios Abenaki, pero su nombre para la bahía no tiene este significado. Otros piensan que proviene de las reuniones de temporada de años anteriores y principios de la colonización europea. Puede haber sido la intención atraer a un cierto tipo de colonos ingleses y repeler a los puritanos. Algunas variantes de la bahía de Merrymeeting, de acuerdo con el USGS, son bahía Chisapeak, lago de Nueva Somersett, Merry Meeting, Nassouac, Naxoat, lago New Somerset , Quabacook y Swan Pond. El nombre en abenaki era Quabacook, que significa «lugar de la aguada del pato» (duck watering place).

## Naturaleza
La extraña combinación de un gran cuerpo de agua dulce y fuertes mareas resulta en un hábitat intermareal que alberga una gran variedad de especies de plantas raras.
Un gran número de aves migratorias utilizan la bahía de Merrymeeting como punto de parada. En la costa Este de los Estados Unidos, la concentración de aves acuáticas en la bahía de Merrymeeting sólo es superada por la bahía de Chesapeake. La bahía es también el hogar de una gran población de águilas calvas. Las fuertes corrientes de marea y el agua salada en el Bajo Kennebec evitan que el río por debajo de The Chops o Thorne Head congelen, por lo que es un hábitat de invernada ideal para las aves acuáticas, aunque el agua dulce en la bahía y el Kennebec por encima de The Chops si se congela completamente. En la bahía y en el curso del Kennebec situado por encima de ella, se desarrolló una próspera industria de cosecha de hielo. El hielo del Kennebec fue comercializado hasta en la India en el siglo XX.
En la bahía de Merrymeeting también hay carreras de peces migratorios, entre ellos especies en peligro de extinción como el salmón del Atlántico y el esturión de nariz corta, así como del esturión del Atlántico, alosas, pinchaguas y anguila americana, entre otros.